# Врухо, Яни
Яни Врухо (алб. Jani Vruho; 5 августа 1863, Вертоп — 15 сентября 1931, Эль-Файюм) — албанский издатель, публицист и националист.

## Биография
Яни Врухо родился в деревне Вертоп, в албанской общине Поличан, входившей тогда в Османскую империю. В юности он эмигрировал в Египет, как и многие другие деятели Албанского национального возрождения, поселившись в Эль-Файюме. Именно там Яни Врухо провёл большую часть своей жизни и умер там же. Он начал публиковать статьи в «Ditërëfenjës» или «Национальном календаре» (алб. Kalendari Kombiar) в Софии, а также в «Свободе Албании» (алб. Liri e Cqiperise). Оба издания выпускал Кристо Люараси. Врухо был активным пропагандистом албанских национальных идей, в том числе занимаясь распространением сочинений на албанском языке и албанского образования. Он писал в одной из своих статей в «Свободе Албании» от 31 марта 1911 года: «из всех опасностей, угрожающих Албании сегодня, мы видим спасение только в одном: мы читаем и пишем на языке народа. Именно тогда, когда молодые люди научатся читать и писать на своём языке, мы можем с полной убежденностью заявить, что Албания была спасена».
В 1906-1909 годах Врухо издавал в Каире сатирическую газету «Тросточка» (алб. Shkopi) вместе с Танасом Ташко, которая бесплатно распространялась, выступала за независимость Албании и «порола грекоманов». В ней использовался «стамбульский алфавит» с целью «защиты прав албанской нации, восхваления тех, кто достоин похвалы, и поругания тех, кто будет ссориться в национальном деле». В издании публиковались статьи на албанском и греческом языках и распространялось среди албанской общины Каира до 1908 года. Тогда албанская община Египта была организована в два основных общества: «Братство» (алб. Vëllazëria) и «Союз» (алб. Bashkimi).
В 1909 году Врухо начал выпускать периодическое издание на албанском языке под названием «Молния» (алб. Rrufeja), выходившее до февраля 1910 года. Там были опубликованы некоторые из выдающихся работ Албанского национального возрождения, в том числе комедия Андона Чаюпи «После смерти» (алб. Pas vdekjes). После того, как распространение его издания в Албании было запрещено младотурецким правительством, Врухо изменил его название в 1910 году на «Топор» (алб. Sëpata) и продолжил его выпускать в течение недолгого времени после этого. В 1911 году албанская община Египта собрала финансовые пожертвования и поручила Врухо закупить оружие для албанских повстанцев на Балканах.

## Признание
Хотя большую часть своей жизни Врухо провёл вдали от Албании, его помнят как энергичного деятеля Албанского национального возрождения. Район Берата, ранее известный как Вакеф, был переименован в его честь. Школы и издательства в Албании также носят имя Яни Врухо.